# Gypona fulvanota
Gypona fulvanota är en insektsart som beskrevs av Delong 1983. Gypona fulvanota ingår i släktet Gypona och familjen dvärgstritar. Inga underarter finns listade i Catalogue of Life.